# Lofoten

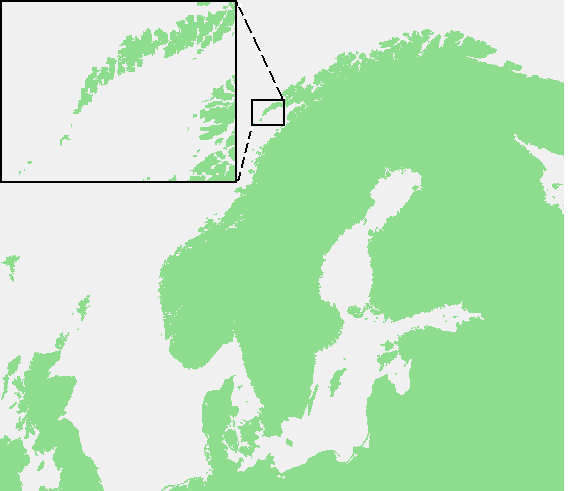
Situació de Lofoten a Noruega

Lofoten i Vesterålen

Les illes Lofoten són un arxipèlag i un districte tradicional de Nordland, Noruega. Les illes són conegudes per un distintiu paisatge amb muntanyes i pics dramàtics, mar obert i badies, platges i terres verges. Tot i que es troben dins del cercle polar àrtic, l'arxipèlag pateix una de les anomalies de temperatura més elevades del món amb relació a la seva alta latitud.

## Etimologia
Lofoten (en nòrdic antic: Lófót) era el nom antic de l'illa de Vestvågøya. Prové de «lo», que vol dir linx, i «foten», que significa «peu». La cadena d'illes amb els seus pics punxeguts semblen peus de linx des de terra ferma. Un altre nom que rep és Lofotveggen, «el mur de les Lofoten». L'arxipèlag sembla un mur tancat quan s'observa des de llocs elevats prop de Bodø, amb 100 km de longitud, i entre 800 i 1000 m. d'altura.

## Història

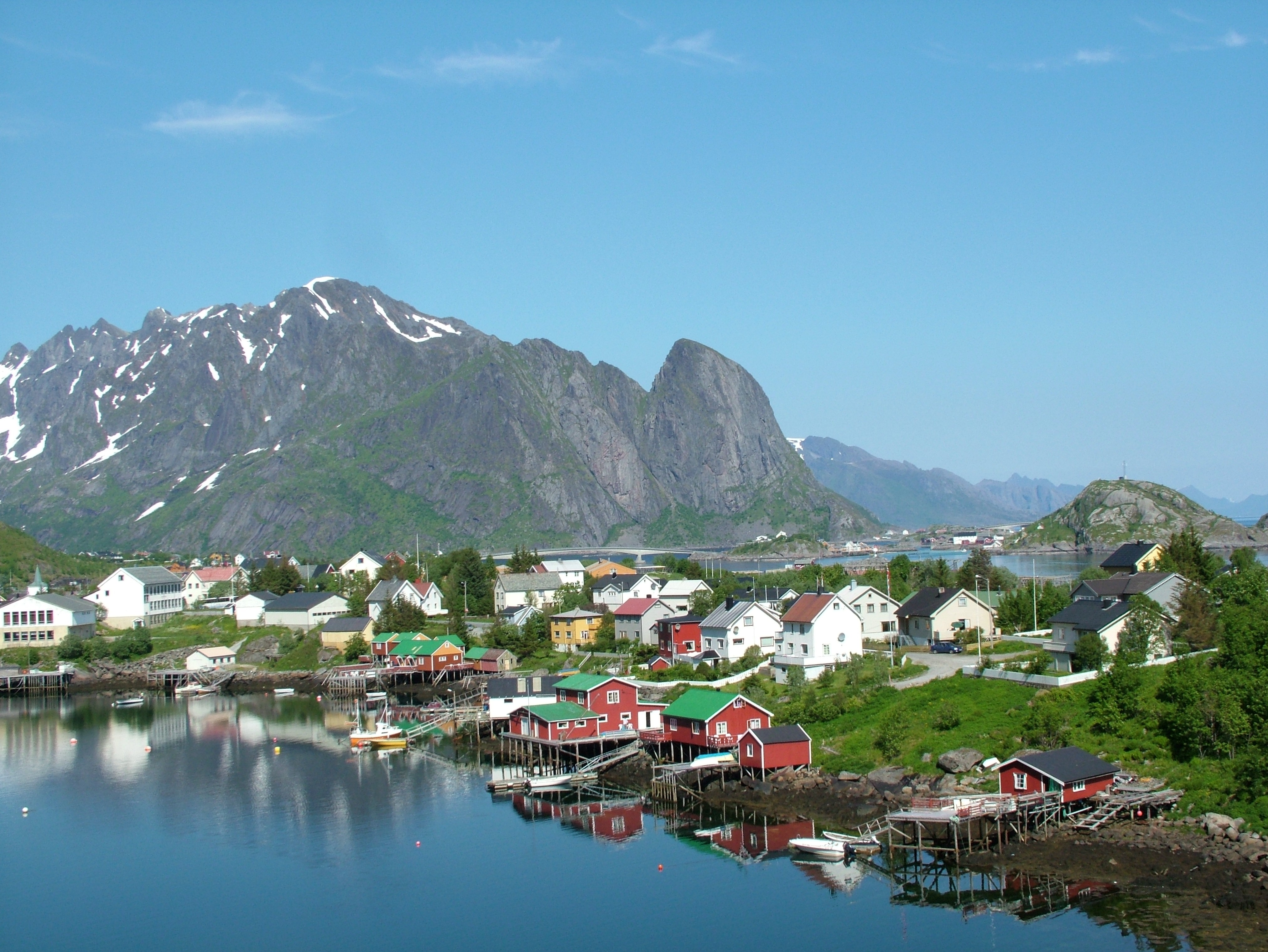
Paisatge típic

Els primers homes dels quals s'han trobat rastres sobre aquestes illes vivien ara fa uns 6000 anys de la caça (cérvol, os, ren, castor…) i pesca (peix, foca i balena). Fa 4000 anys, el blat va començar a ser conreat.
L'illa de Vestvågøy va ser un lloc important de la civilització vikinga.
Al segle xii les illes Lofoten van conèixer un desenvolupament important amb el comerç del bacallà assecat que es venia a tot Europa. A aquesta època, les illes Lofoten depenien de Bergen, ciutat hanseàtica.
Les illes han estat almenys durant els últims 1000 anys al centre de la pesca del bacallà, especialment durant l'hivern quan el bacallà migra cap al sud des del mar de Barents i es reuneix a les Lofoten per a fer la fresa. Durant la primavera els bacallans posats a assecar sense salar, el que al nostre país es coneix com a "peixopalo", formen part del paisatge de les illes.
La pesca va agafar un gran desenvolupament a partir de 1860, amb els immensos bancs d'arengs que venen a fer la fresa a l'hivern a les aigües calentes del corrent del golf. La pesca de les illes Lofoten representa fins a 80% de les exportacions de Noruega. Els ports de pesca pertanyen a un propietari que lloga els rorbu (cabana de pesca sobre pilars).
El 3 de març de 1941, els comandos britànics van llançar un atac contra les Lofoten en el qual van destruir diverses fàbriques d'oli de balena, dipòsits petrolers i 11 vaixells, a més de capturar equipament d'encriptació, llibres de claus, 216 alemanys, i 315 noruecs van acompanyar els britànics quan van partir cap a Gran Bretanya.

## Geografia
Lofoten agrupa els municipis de Vågan, Vestvågøy, Flakstad, Moskenes, Værøy, i Røst. Les illes principals, de nord a sud, són:
- la punta sud de Hinnøya, que pertany al mateix comtat i històricament al mateix districte que l'arxipèlag.
- Austvågøy (526,7 km² 68° 20′ N, 14° 40′ E / 68.333°N,14.667°E)
- Gimsøya (46,4 km² 67° 18′ N, 14° 11′ E / 67.300°N,14.183°E)
- Vestvågøy (411,1 km² 68° 10′ N, 13° 45′ E / 68.167°N,13.750°E)
- Flakstadøya (109,8 km² 68° 5′ N, 13° 20′ E / 68.083°N,13.333°E)
- Moskenesøya (185,9 km² 67° 55′ N, 13° 0′ E / 67.917°N,13.000°E)

Al sud es troben les petites illes de:
- Værøy (67° 40′ N, 12° 40′ E / 67.667°N,12.667°E)
- Røst (67° 37′ N, 12° 7′ E / 67.617°N,12.117°E)

L'àrea total és de 1.227 km², i la població suma un total de 24.500 persones. Entre terra ferma i l'arxipèlag es troba Vestfjord, i al nord les illes Vesterålen. Les principals ciutats de Lofoten són Leknes a Vestvågøy a Svolvær a l'illa de Vågan.
Les illes es caracteritzen per la seva geografia abrupta, amb muntanyes que sobrepassen els 1.000 m, badies, entrants i costes desolades. La muntanya més alta de Lofoten és Higravstinden (1161 m) a Austvågøy; el Parc nacional de Møysalen () al nord-est de Lofoten té muntanyes que arriben als 1262 m. El sistema de marees Moskstraumen o sistema de marees de Maelstrom es troba a l'oest de l'arxipèlag. El mar és ric en vida, i el major escull coral·lí en aigües profundes (Escull de Røst, de 40 km de longitud) es troba a l'oest de Røst. Hi ha una alta densitat de població d'àguiles marines de cua blanca i de corbs marins, i milions d'altres aus marines. Són comunes les llúdries, i els cèrvids a Austvågøy.

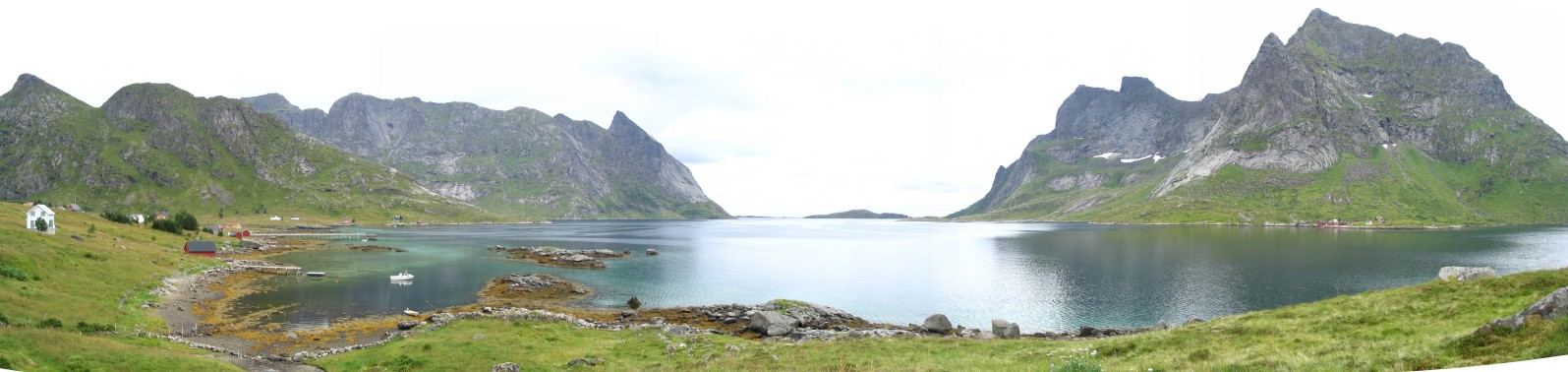
Vista panoràmica del fiord Bas, un paisatge típic de les illes Lofoten

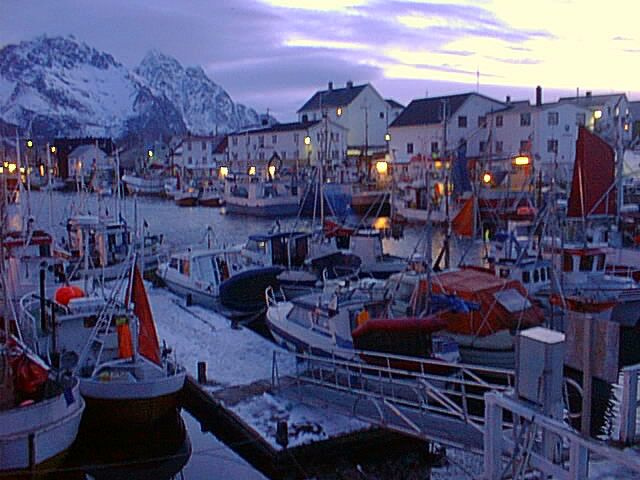
Henningsvær, una vila de les Lofoten durant la temporada de pesca (abril, 2001).

### Natura
Les illes Lofoten estan caracteritzades per les seves muntanyes i cims, cales protegides, extensions de mar i grans àrees verges. La muntanya més alta a Lofoten és Hermansdalstind (1034 m) a Moskenes; el Parc Møysalen National just cap al nord-est de Lofoten s'hi aixequen muntanyes que arriben a 1262 m. El Moskstraumen famós (Malstrøm), sistema de remolins de marea, és localitzat a Lofoten occidental. El mar és ric amb vida, i l'escull coral·lí d'aigua profund més gran del món (Røst Reef, 40 km molt de temps) és localitzat a l'oest de Røst. Lofoten té una densitat molt alta d'àguiles marines i cormorans, i milions d'altres ocells de mar, entre els quals l'acolorit puffin. Les llúdries són comunes, i també hi ha ants a Austvågøy.

### Clima

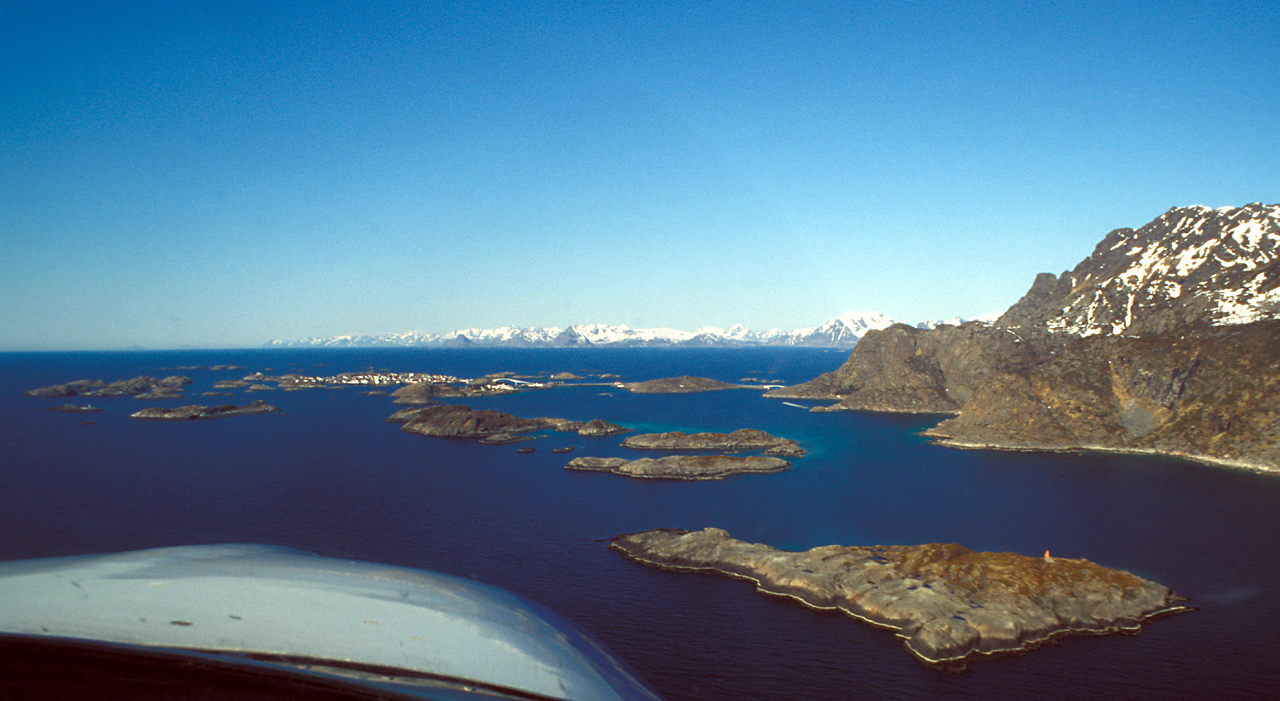
Les illes des de l'aire

Les temperatures d'hivern a Lofoten són molt suaus considerant que les illes es troben al nord del Cercle polar àrtic, gràcies a la influència suavitzant del Corrent del Golf. És considerada l'anomalia de temperatura positiva més gran en aquesta latitud. Røst i Værøy són les localitzacions més septentrionals del món on les temperatures mitjanes estiguin per damunt del punt de congelació tot l'any. Els hiverns són una mica freds en la part del nord-est de Lofoten; Svolvær té una mitjana al gener de -1,5 °C, però als estius hi fa una mica de calor, tant al juliol com a l'agost la mitjana a les 24 h és de 13 °C. El maig i juny són els mesos més secs, mentre octubre té tres vegades més precipitació. En un dia típic del mes de maig, la temperatura és de 9 °C, el juliol 15 °C i el setembre 11 °C. L'enregistrament més càlid a Svolvær ha sigut de 30,4 °C. Els vents forts poden bufar a finals de la tardor i hivern, però són rars de finals de març fins a mitjan octubre. La neu i aiguaneu no són inusuals a l'hivern; les muntanyes poden tenir quantitats substancials de neu.
A Svolvær, el sol (sol de mitjanit) és damunt l'horitzó des del 25 de maig al 17 de juliol, i a l'hivern el sol no puja del 4 de desembre al 7 de gener. A Leknes, el sol és damunt l'horitzó des del 26 de maig al 17 de juliol, i a l'hivern el sol no puja del 9 de desembre al 4 de gener.